# Young Guns (Go For It!)
«Young Guns (Go for It)» (a veces escrito con un signo de exclamación como «Young Guns (Go For It!)») es una canción del dúo pop británico Wham! que fue lanzada en 1982 por Innervision Records. Fue escrita por George Michael.
Fue el primer éxito de Wham!, aunque llegó con ayuda del programa de música de la BBC Top Of The Pops, que invitó a Wham! a la serie como un reemplazo de último minuto porque otro artista se había retirado. Wham! había quedado fuera del Top 40 del UK Singles Chart en el momento, lo que significaba que no había subido lo suficiente en circunstancias normales para estar en el programa, pero sin embargo fueron contratados como los artistas mejor clasificados que siguen ascendiendo en las listas fuera del top 40.
Wham!, que abrió el espectáculo, era desconocido hasta que se presentó en el programa, y se convirtió en un fenómeno nacional inmediatamente, tanto por la apariencia de George y la coreografía como por la propia canción. El rendimiento muy coreografiado y energético de Wham! fue uno de los más memorables en la larga historia de la serie. Las voces y pantomimas de George y la de su socio Andrew Ridgeley, quien interpretó el papel del novio adolescente, estaban acompañados por las cantantes Dee C. Lee y Holliman Shirlie.
"Young Guns (Go for It)" apareció en las listas en el puesto 24 la semana siguiente, y, finalmente, alcanzó el puesto 3 en noviembre de 1982. La canción fue la primera de los cuatro éxitos del albm debut de Wham!, Fantastic.
George escribió la canción sobre un chico adolescente que se preocupa de que su mejor amigo estaba demasiado comprometido con una chica cuando debería haber estado disfrutando de su juventud y su vida de soltero. 

## Lista de canciones

### 7": Innervision / IVL A 2776 (UK)
1. «Young Guns (Go for It)» (3:40)
2. «Going for It» (3:40)

### 12": Innervision / IVL A 13 2776 (UK)
1. «Young Guns (Go for It)» [12" Versión] (5:10)
2. «Going for It» (3:40)

- «Going for It» es una versión instrumental de «Young Guns (Go for It)»

## Posicionamiento en listas
| Lista(1982-1983)                                 | Máxima posición |
| ------------------------------------------------ | --------------- |
| Alemania Occidental (Offizielle Deutsche Charts) | 20              |
| Australia (Kent Music Report)                    | 4               |
| Bélgica (Flandes) (Ultratop 50)                  | 8               |
| Finlandia (Suomen virallinen lista)              | 11              |
| Nueva Zelanda (Recorded Music NZ)                | 4               |
| Noruega (VG-lista)                               | 10              |
| Países Bajos (Dutch Top 40)                      | 4               |
| Países Bajos (Mega Single Top 100)               | 9               |
| Reino Unido (UK Singles Chart)                   | 3               |
| Suecia (Sverigetopplistan)                       | 1               |